# Michael Larrabee
Michael Denny Larrabee (2. prosince 1933 Los Angeles, Kalifornie – 22. dubna 2003 Santa Maria, Kalifornie) byl americký atlet, sprinter, specializující se na 400 metrů, dvojnásobný olympijský vítěz.
Jeho atletickou dráhu často brzdila zranění. Do vrcholné formy se dostal ve 30 letech. V roce 1964 se stal mistrem USA v běhu na 400 metrů a zvítězil v této disciplíně také na olympiádě v Tokiu časem 45,1. Spolu s kolegy (Ollan Cassell, Ulis Williams a Henry Carr) byl rovněž členem vítězné štafety USA na 4 × 400 metrů, která vytvořila světový rekord časem 3:00,7.

## Osobní rekordy
- běh na 100 m – 10,5
- běh na 200 m – 21,0
- běh na 400 m – 44,9